# Trần Công Trường
Trần Công Trường (sinh năm 1958) là một Thiếu tướng Công an nhân dân Việt Nam. Ông hiện đang là Phó Cục trưởng Cục An ninh mạng, Bộ Công an.

## Thân thế sự nghiệp
- Quê ông ở xã Đức Thanh (nay thuộc xã Thanh Bình Thịnh), huyện Đức Thọ, tỉnh Hà Tĩnh.
- Giữ chức Giám đốc Công an tỉnh Hà Tĩnh năm 2014[1].
- Giữ chức vụ Phó Cục trưởng Cục An ninh mạng, Bộ Công an vào ngày 27 tháng 5 năm 2015[2].